# Купшис, Альфонсас
Альфонсас Купшис (лит. Alfonsas Kupšys, род. 1951) — советский и литовский шахматист и шахматный функционер, гроссмейстер ИКЧФ (2011).

## Биография
В 1994 г. окончил Сельскохозяйственную академию в Вильнюсе. По специальности — инженер-гидротехник. Работал в «Вильнюсском гидропроекте» («Vilniaus hidroprojektas»).
Женат. Трое детей.
Выступал преимущественно в заочных соревнованиях. В составе сборной Литовской ССР стал победителем 7-го командного чемпионата СССР (1982—1984 гг., 12 из 16 на 10-й доске). Также в составе республиканской сборной участвовал в 5-м турнире «Балтийское море — море дружбы» (1986—1990 гг.). В составе сборной Литвы стал серебряным призером 6-го командного чемпионата Европы (1999—2009 гг.; выступал на 3-й доске).
Стал победителем 1-го мемориала К. Бетиньша (1993—1996 гг.).
С 1996 г. является президентом Литовской федерации заочных шахмат.